# Mary Daly
Mary Daly (Schenectady, Nueva York, 16 de octubre de 1928-Gardner, Massachusetts, 3 de enero de 2010) fue una filósofa feminista radical, académica y teóloga estadounidense que dio clase en el Boston College, una institución jesuítica, durante 33 años. Daly accedió a abandonar el Boston College en 1999, tras violar las normas universitarias al no aceptar la presencia de estudiantes masculinos en sus clases de estudios de la mujer.

## Educación
Antes de conseguir sus dos doctorados en teología sagrada y filosofía por la Universidad de Friburgo, Suiza, se graduó en Inglés en el College of Saint Rose, se licenció en la Universidad Católica de América y realizó un doctorado en religión por el Saint Mary's College de Indiana.

## Carrera
Dio clase en el Boston College entre 1967 y 1999, como profesora de cursos sobre teología, ética feminista y patriarcado. Fue por primera vez amenazada con ser despedida cuando, después de la publicación de su primer libro, The Church and the Second Sex (1968) le hicieron un contrato temporal pero como consecuencia del apoyo recibido por los estudiantes (entonces todos hombres) y por el público en general a Daly se le aseguró finalmente el puesto.
La oposición de Daly a admitir estudiantes masculinos en sus clases de ética feminista en el Boston College terminó también por provocar acciones disciplinarias contra ella. Aunque Daly se defendió diciendo que la presencia de esos estudiantes inhibía la discusión en clase, el Boston College consideró que su actitud constituía una violación del título IX de la ley federal que requería del College la seguridad de que ninguna persona podría ser excluida de un programa educativo por razones de sexo y de la propia política de no discriminación de la Universidad, que insistía en que todos los cursos debían estar abiertos tanto a estudiantes masculinos como femeninos.

## Obras
- Natural Knowledge of God in the Philosophy of Jacques Maritain. Officium Libri Catholici, 1966. OCLC 2219525
- The Church and the Second Sex. Harper & Row, 1968. OCLC 1218746
- Beyond God the Father: Toward a Philosophy of Women's Liberation. Beacon Press, 1973. ISBN 0-8070-2768-5
- Gyn/Ecology: The Metaethics of Radical Feminism. Beacon Press, 1978. ISBN 0-8070-1510-5
- Pure Lust: Elemental Feminist Philosophy. Beacon Press, 1984. ISBN 0-8070-1504-0
- Websters' First New Intergalactic Wickedary of the English Language, Conjured in Cahoots with Jane Caputi (with Jane Caputi and Sudie Rakusin). Beacon Press, 1987. ISBN 0-8070-6706-7
- Outercourse: The Bedazzling Voyage, Containing Recollections from My Logbook of a Radical Feminist Philosopher. HarperSanFrancisco, 1992. ISBN 0-06-250194-1
- Quintessence... Realizing the Archaic Future: A Radical Elemental Feminist Manifesto. Beacon Press, 1998. ISBN 0-8070-6790-3
- Amazon Grace: Re-Calling the Courage to Sin Big. Palgrave Macmillan, 2006. ISBN 1-4039-6853-5